# Кубеково
Кубеково — деревня в Емельяновском районе Красноярского края России. Входит в состав Частоостровского сельсовета.  

## География
Деревня находится в центральной части края, в пределах подтаёжно-лесостепного района лесостепной зоны, на левом берегу реки Енисей, у протоки Теплый Исток; при автодороге 04Н-314, на расстоянии приблизительно 22 километров (по прямой) к востоку от посёлка городского типа Емельяново, административного центра района. Примыкает к северо-восточной окраине Красноярска.

Абсолютная высота — 137 метров над уровнем моря.

## История
По данным 1926 года имелось 116 хозяйств и проживало 605 человек. Функционировали школа I ступени и лавка общества потребителей. В административном отношении являлась центром Кубековского сельсовета Красноярского района Красноярского округа Сибирского края.

## Население
| 2010 |
| ---- |
| 303  |

Половой состав
По данным 1926 года проживало 287 мужчин и 318 женщин.
По данным Всероссийской переписи населения 2010 года в гендерной структуре населения мужчины составляли 50,8 %, женщины — соответственно 49,2 %.
Национальный состав
По данным 1926 года в национальном составе населения преобладали русские.
Согласно результатам переписи 2002 года, в национальной структуре населения русские составляли 79 % из 273 чел.

## Инфраструктура
Пристань на Енисее. Автодорожные объекты, обслуживающие участки автодорог Р-255 («обход Красноярска») и «Красноярск — Кубеково- Частоостровское» (идентификационный номер 04 ОП МЗ 04Н-314), пересекающиеся возле деревни.
Кубековская промзона (территориально — в Красноярске).

## Транспорт
Развит автомобильный и водный транспорт. 
В 2013 году путь от пристани на Енисее в деревне до Ачинского нефтеперерабатывающего завода в 203 километра преодолел реактор гидрокрекинга, что стало мировым рекордсменом по автомобильной перевозке самого тяжелого груза на самое дальнее расстояние.